# Museu de Artes e Ofícios (Paris)
O Museu de Artes e Ofícios (pronúncia em francês: [myze dez‿aʁz‿e metje], Musée des Arts et Métiers) é um museu em Paris que abriga a coleção do Conservatoire national des arts et métiers (Conservatório Nacional de Artes e Ofícios), que foi fundada em 1794 como um repositório para a preservação de instrumentos científicos e invenções.
Desde a sua fundação, o museu está instalado no convento de Saint-Martin-des-Champs, na rue Réaumur, no 3.º arrondissement de Paris. Atualmente, o museu, que sofreu grandes remodelações em 1990, tem uma filial junto ao mosteiro, permanecendo grandes objetos no próprio mosteiro.
O museu tem cerca de 80.000 objetos e 15.000 pinturas na sua coleção, estando 40.000 em Paris. Entre a coleção está uma versão original do pêndulo de Foucault.
Este museu surge em obras escritas como a cena climática do romance O Pêndulo de Foucault, de Umberto Eco.
O museu pode ser acedido através da estação Arts et Métiers do metro de Paris.